# Vlag van Giekerk

Vlag van Giekerk

De vlag van Giekerk is de dorpsvlag van het Nederlandse dorp Giekerk, in de Friese gemeente Tietjerksteradeel. De vlag werd in 1984 geregistreerd.
Bij gemeenteraadsbesluit van 22 november 1984 zijn een wapen en een vlag vastgesteld voor de 16 dorpen van de gemeente Tietjerksteradeel. Het ontwerp van de vlag is van de hand van Piet Bultsma.

## Beschrijving
De beschrijving van de vlag is als volgt:
Drie even lange banen van rood, geel en rood; in de gele baan een uit de grond gerukte groene boom.
De kleuren zijn afkomstig van het dorpswapen.

## Symboliek
- Verdeling in banen: staat voor de strokenverkaveling in de Friese Wouden.[2]
- Boom: staat voor de boomwallen die de percelen scheiden.[2]
- Rode baan: staat voor de huizen van het dorp.[2]
- Gele baan: staat voor de zandgrond.[2]

## Zie ook

Wapen van Giekerk